# XPaint
XPaint – prosty program graficzny dla systemu operacyjnego Linux. Przeznaczony jest do tworzenia prostej grafiki rastrowej oraz jej podstawowej obróbki. 
Program obsługuje najpopularniejsze formaty plików i ma możliwość edycji kilku plików graficznych jednocześnie. Program ten charakteryzuje się intuicyjnym interfejsem, wbudowaną pomocą, w dodatku jest bardzo szybki i ma małe wymagania sprzętowe.